# 第1號交響曲 (孟德爾頌)
费利克斯·门德尔松的C小調第1號交響曲，作品11（目錄號N 13），作於1824年3月31日，手稿總譜於1831年出版。

## 背景
1824年11月14日，此曲在一個私人場合演出，以慶祝范妮·门德尔松的19歲生辰。公開的首演位於1827年2月1日，由萊比錫布商大廈管弦樂團擔綱演出。
作品題獻給英國愛樂協會（Philharmonic Society），1829年5月25日該會樂團在作曲家親自指揮之下演出此曲，同時也是倫敦的首演。值得一說的是，孟德爾頌將弦樂八重奏的詼諧曲樂章改編為管弦樂版本，用以替代原本的第三樂章演出，受到倫敦樂界的肯定。

## 分析

### 配器
作品使用了雙管制樂隊，分別是長笛（2）、雙簧管（2）、單簧管（2）、低音管（2）、法國號（2）、小號（2），另有定音鼓與常規的弦樂部門。

### 樂章
此曲為當時標準的四樂章體制：
1. 非常快的快板
2. 行板
3. 梅呂哀舞曲。非常快的快板
4. 火焰般的快板

通常的演奏用時約30分鐘。

## 衍生作品
- 孟德爾頌本人曾將此作品改寫為供鋼琴四手聯彈、小提琴與大提琴演奏的版本。

## 外部連結
- 孟德爾頌第1號交響曲：国际乐谱典藏计划上的乐谱